# Proctacanthus rufus
Proctacanthus rufus är en tvåvingeart som beskrevs av Samuel Wendell Williston  1885. Proctacanthus rufus ingår i släktet Proctacanthus och familjen rovflugor. Inga underarter finns listade i Catalogue of Life.